# Edward Baker
 (juillet 2016).
Edward John Baker, né en 1868 et mort en 1959, est un philanthrope américain de Saint Charles (Illinois, États-unis) apprécié pour sa générosité à l'égard de sa ville natale.

## Biographie
Il est né à Saint-Charles (Illinois) dans une ferme à l'ouest de la ville, fils d'Edward et Martha Baker. Son père, est né à New York, mais s'est installé dans le Comté de Kane quand il était jeune.
Edward Baker va à l'école à l'ouest de Saint-Charles jusqu'à ses dix-neuf ans. Ayant grandi dans une ferme, il se considère d'abord et avant tout comme un agriculteur. Il poursuit ses études à Bryant & Stratton College (en) à Saint-Louis pendant un an, en prenant un cours de commerce. Et par la suite il travaille dans une quincaillerie à Saint-Charles avant d'être affilié à la Saint-Charles Mercantile Company pendant un an.
À la fin de cette période, il est nommé Inspecteur des céréales et des chemins de fer ainsi que Commissaire de l'entrepôt par le Gouverneur John Riley Tanner. Il sert dans cette position pour une période de dix ans sous les Gouverneurs Tanner, Yates et Deneen, jusqu'à sa démission en juillet 1907. Il représente alors le Parti Républicain du Comté de Kane, participe à des organismes de bienfaisance locaux et montre un grand intérêt pour les courses de chevaux.
Il est mandaté par le Gouverneur Ruby Laffoon du Kentucky dans le cadre de l'Ordre Honorifique des Colonels du Kentucky, du Commonwealth du Kentucky, en 1935. Il achète le trotteur Greyhound en 1933, qui deviendra un champion légendaire, vainqueur de l'Hambletonian, la plus prestigieuse course américaine, et détenteur dix-sept records internationaux au cours de sa carrière.

### Vie privée
Baker épouse Harriet Rockwell, fille de H. T. Rockwell, à Saint-Charles en décembre 1889. Les Bakers ont un fils, Henry Rockwell Baker. Ce dernier vit jusqu'à l'âge de 22 ans, mourant en 1914 de la tuberculose.

## «Parie un million Gates»
La sœur de Baker, Dellora, épouse John Warne Gates (en) en 1874 . Il avait été surnommé « Parie un million Gates » en raison d'un pari lors d'une course de chevaux en 1900 pour lequel il avait gagné 600 000 $. Des rumeurs avaient gonflé la somme à 1 million de dollars. Gates avait la réputation d'être prêt à parier sur n'importe quoi, y compris sur laquelle de deux gouttes de pluie serait la première à descendre le long d'un panneau de verre,. Gates vendait du fil de fer barbelé, inventé par Joseph Glidden et finalement commença sa propre entreprise de fabrication,. Il s'est également lancé dans l'industrie de l'acier. 
Les investissements de Gates dans le pétrole donnèrent lieu à la création de la Compagnie pétrolière Texaco,. À la mort de Gates, en 1911, sa fortune fut laissée à sa veuve, Dellora, et son fils, Charlie,. Charlie Gates mourut en 1913; Dellora en 1918. Dellora légua la fortune à son frère, Edward J. Baker de Saint-Charles, et sa nièce Dellora Frances Angell.

## Projets de construction
En 1928, Baker, en utilisant seulement les intérêts de son héritage, fait construire l'Hotel Baker à Saint-Charles. Le bâtiment est aujourd'hui sur le Registre national des lieux historiques.
Le premier don majeur de Baker à Saint-Charles est le Baker Community Center, nommé Henry Rockwell Baker Community Center en l'honneur de son défunt fils Henry, qui était mort douze ans avant la fin de la construction du bâtiment en 1926. Il a également pris en charge la construction du bâtiment de la Banque nationale de Saint-Charles et celle de l'Hotel Baker, ouverts tous les deux à la fin des années 1920.
En 1940, il fait un don pour la construction d'un nouvel hôtel de ville, le bâtiment municipal Art Moderne.
En 1952, en l'honneur de ses parents, il donne des fonds pour son dernier projet, l'Église méthodiste unie Baker.
Deux années précédant sa mort, un parc lui est dédié en 1957, à côté de l'Église méthodiste unie Baker, nommé Baker Memorial Park.